# Mykola Skrypnyk
 (septembre 2017).
Mykola Oleksiyovytch Skrypnyk (en ukrainien : Микола Олексійович Скрипник), né le 25 janvier 1872 à Yassynouvata et mort le 7 juillet 1933 à Kharkiv, est un leader bolchevik et homme d'État soviétique ukrainien. Il a été commissaire du peuple à l'Éducation en RSS d'Ukraine, et a été à ce poste le promoteur principal de la politique d'ukrainisation menée à cette période.

## Biographie

### Ascension

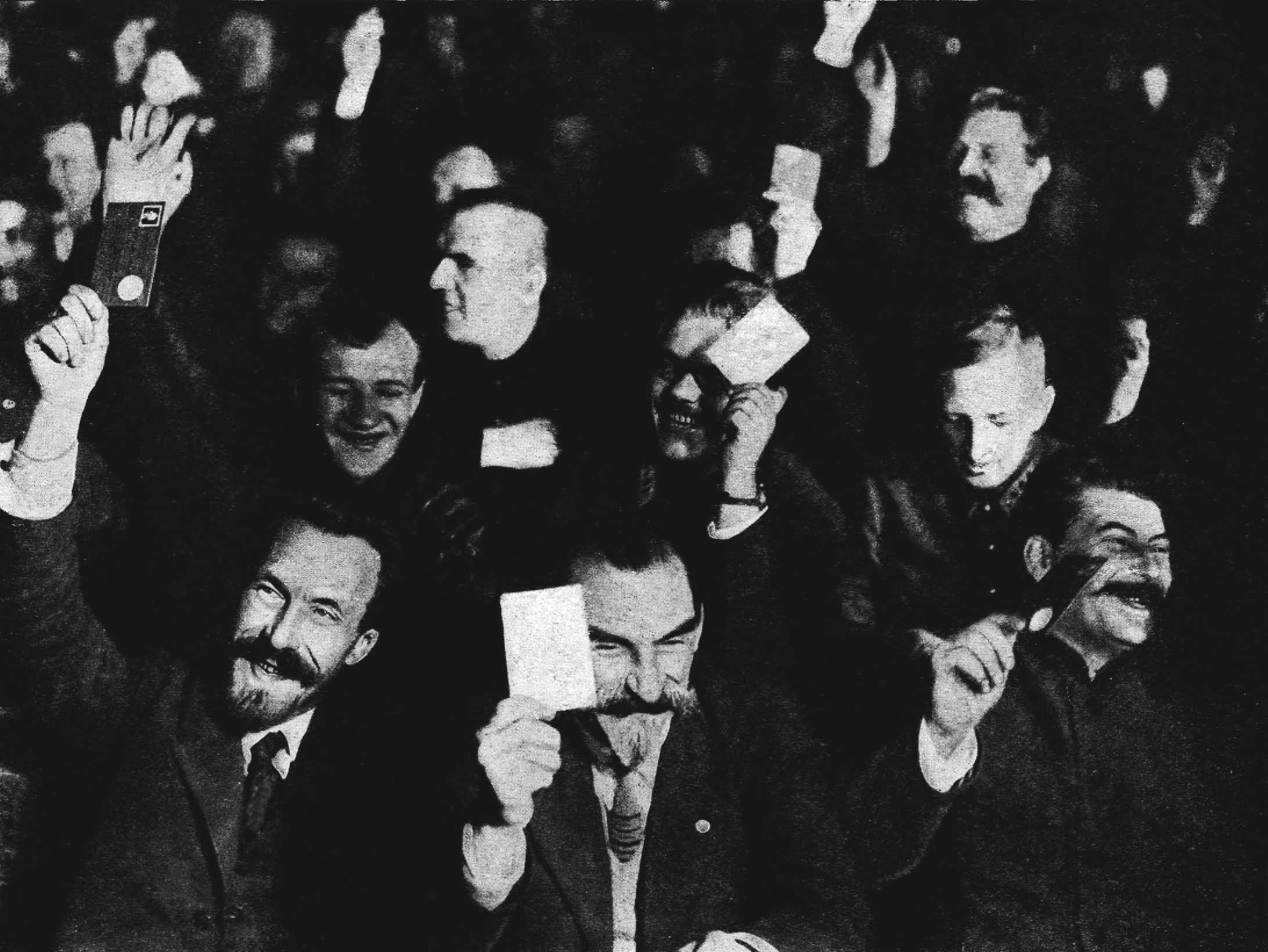
Premier rang : Rykov, Skrypnyk et Staline votant au 15ème Congrès du Parti communiste de l'Union soviétique

Mykola Skrypnyk est né dans le village de Yassynouvata, dans le gouvernement de Iekaterinoslav. Il étudie d'abord à Barvinkove, puis fait ses études secondaires à Izioum et à Koursk. Dès 1897, il s'investit dans la cause marxiste. En 1901, alors qu'il étudie à l'Institut de Technologie de Saint-Pétersbourg, il est arrêté pour des motifs politiques et est exclu de l'Institut. Cela le conduit à s'investir complètement dans l'activisme révolutionnaire. Il sera arrêté à quinze reprises et exilé à sept reprises.
Après la Révolution de Février, Skrypnyk revient d'exil à Petrograd, où il est élu « secrétaire du Conseil Central des comités des usines ». Durant la Révolution d'Octobre, il est membre du Comité militaire révolutionnaire de Petrograd.
En mars 1918, Lénine le nomme à la tête du gouvernement bolchévique d'Ukraine, poste qu'il occupe jusqu'à la dissolution du gouvernement dans un « Bureau d'insurrection », le 18 avril 1918.
Skrypnyk travaille pour la Tchéka durant l'hiver 1918-1919, puis retourne en Ukraine où il occupe le poste de commissaire du peuple à l'Inspection ouvrière paysanne (1920-1921), puis à l'Intérieur (1921-1922) et enfin à la Justice comme Procureur général d'Ukraine (1922-1927).
Fin 1922, durant les débats sur la formation de l'Union soviétique, Skrypnyk défend l'indépendance des républiques, et dénonce la proposition du nouveau secrétaire général, Joseph Staline, de les fusionner dans une unique République socialiste fédérative soviétique centrée autour de la Russie. Si Lénine semble préférer la première option, après sa mort, la constitution de l'Union soviétique est achevée en janvier 1924, ne laissant que peu d'autonomie aux républiques soviétiques. Après cet échec, Skrypnyk et d'autres autonomistes se replient sur d'autres activités intellectuelles.

### Ukrainisation
En mars 1927, Skrypnyk est nommé Commissaire à l'Éducation en Ukraine. Il convainc le Comité central ukrainien de conduire une politique d'ukrainisation et d'encourager la culture et la littérature ukrainienne. La langue ukrainienne est institutionnalisée dans les écoles et la société, et le taux d'alphabétisation augmente fortement.
Skrypnyk convoque une conférence sur l'orthographe en 1927 à Kharkiv. Cette conférence permet d'arriver à un compromis entre les différentes variantes orthographiques, et de publier un premier alphabet standardisé applicable à l'ensemble de l'Ukraine. L'orthographe de Kharkiv, ou Skrypnykivka, est officiellement adoptée en 1928.
Skrypnyk voyait l'autonomie de l'Ukraine et l'ukrainisation comme les meilleurs moyens pour atteindre le communisme, et restait opposé au nationalisme ukrainien, dont Petlioura avait été la figure emblématique, en illustrant tous ses excès. [réf. nécessaire].

### Les purges
En janvier 1933, Staline envoie Pavel Postyshev en Ukraine pour superviser l'inversion de l'ukrainisation, le renforcement de la collectivisation, et pour conduire des purges au sein du parti communiste bolchévique d'Ukraine, prélude aux Grandes Purges de la seconde moitié des années 1930.
Skrypnyk est démis de ses fonctions, et ses mesures sont critiquées publiquement. Plutôt que de désavouer sa politique, il se suicide le 7 juillet 1933 chez lui, à Kharkiv. Une autre version, plus probable, est celle d'un assassinat par des agents du NKVD : son dossier, conservé ensuite au KGB, puis au FSB ne fut jamais déclassifié. La haine que Staline avait pour lui n'était un secret pour personne. Dans les années trente, la politique d'ukrainisation portée par Skrypnyk est inversée et remplacée par une intense russification des masses paysannes . Il sera cependant partiellement réhabilité en 1962.